# Marine Cabirou
Marine Cabirou (Millau, 12 de marzo de 1997) es una deportista francesa que compite en ciclismo de montaña en la disciplina de descenso.
Ganó tres medallas en el Campeonato Mundial de Ciclismo de Montaña entre los años 2019 y 2023, y tres medallas en el Campeonato Europeo de Ciclismo de Montaña entre los años 2016 y 2024.

## Medallero internacional
| Campeonato Mundial | Campeonato Mundial        | Campeonato Mundial | Campeonato Mundial |
| Año                | Lugar                     | Medalla            | Competición        |
| ------------------ | ------------------------- | ------------------ | ------------------ |
| 2019               | Mont-Sainte-Anne (Canadá) | Medalla de bronce  | Descenso           |
| 2021               | Val di Sole (Italia)      | Medalla de plata   | Descenso           |
| 2023               | Glasgow (Reino Unido)     | Medalla de bronce  | Descenso           |
| Campeonato Europeo |                           |                    |                    |
| Año                | Lugar                     | Medalla            | Competición        |
| 2016               | Wisła (Polonia)           | Medalla de oro     | Descenso           |
| 2017               | Sestola (Italia)          | Medalla de bronce  | Descenso           |
| 2024               | Champéry (Suiza)          | Medalla de bronce  | Descenso           |